# Frightened Rabbit
Frightened Rabbit war eine britische Indie-Rock-Band aus Glasgow.

## Bandgeschichte
Die Band wurde 2004 von den Brüdern Grant und Scott Hutchison gegründet, nachdem Scott zuvor schon den Namen Frightened Rabbit für Soloauftritte verwendet hatte. Zusammen mit ihrem Freund Billy Kennedy machten sie sich als Trio einen Namen in ihrer Heimat. 2006 veröffentlichten sie ihr Debütalbum Sing the Greys, das so gute Kritiken bekam, dass sie Universal unter Vertrag nahm und das Album in ganz Großbritannien und den USA veröffentlichte. Internationale Auftritte unter anderem bei South by Southwest 2007 folgten.
Vor dem zweiten Album The Midnight Organ Fight nahmen sie den Keyboarder Andy Monaghan in die Band auf. Der Durchbruch kam aber erst mit dem dritten Studioalbum The Winter of Mixed Drinks im Frühjahr 2010. Inzwischen war die Band mit Gordon Skene auf fünf Mitglieder angewachsen. Mit dem Album schafften sie es erstmals sowohl in die britischen als auch in die US-amerikanischen Albumcharts.
Sänger und Gitarrist Scott Hutchison wurde am 9. Mai 2018 als vermisst gemeldet. Am Abend des 10. Mai wurde seine Leiche am Ufer des River Forth gefunden. Die Todesursache war zunächst unklar, vermutet wird jedoch Suizid. Hutchinson hatte eine lange Vorgeschichte von Depression und hatte kurz vor seinem Verschwinden auf Twitter eine Nachricht gepostet, die als Suizidbotschaft gedeutet werden kann.
Die restlichen Bandmitglieder sagten zur Zukunft der Band, dass die Band „ohne Scott nicht mehr existiere“, ließen aber die Möglichkeit, bislang unveröffentlichtes Material zu veröffentlichen, offen.

## Diskografie
Studioalben
- 2006: Sing the Greys
- 2008: The Midnight Organ Fight
- 2010: The Winter of Mixed Drinks
- 2013: Pedestrian Verse
- 2016: Painting of a Panic Attack

EP
- 2011: A Frightened Rabbit EP
- 2012: State Hospital

Livealben
- 2009: Quietly Now!